# Ruta Nacional 25A (Colombia)
La Ruta Nacional 25A fue una ruta colombiana de tipo troncal que iniciaba en el cruce de Villa Rica (municipio de Villa Rica), departamento del Cauca saliendo del tramo 2504 de la Ruta Nacional 25 y finalizaba en el Cruce de la Ruta Nacional 25 (municipio de La Virginia), departamento de Risaralda. Era una ruta que atravesaría el Valle del Cauca paralela a la Troncal de Occidente y la Ruta Nacional 25, de la cual sale y finaliza.

## Antecedentes
La ruta fue establecida en la Resolución 3700 de 1995 y eliminada por la Resolución 339 de 1999 donde sus tramos ahora forman parte de la Ruta Nacional 25 y la Ruta Nacional 23.  

## Descripción de la ruta
La ruta estaba dividida de la siguiente manera:

### Ruta eliminada o anterior[1]
| Código  | Tipo  | Recorrido                                                                         | Situación Actual                            |
| ------- | ----- | --------------------------------------------------------------------------------- | ------------------------------------------- |
| 25A01   | Tramo | Cruce Villa Rica - Cali                                                           | - 2504 Tramo de la Ruta Nacional 25         |
| 25A02   | Tramo | Cali - Mediacanoa                                                                 | - 2301 Tramo de la Ruta Nacional 23         |
| 25A03   | Tramo | Mediacanoa - La Unión                                                             | - 2302 Tramo de la Ruta Nacional 23         |
| 25A04   | Tramo | La Unión - Cruce Ruta 25 (La Virginia)                                            | - 2302 Tramo de la Ruta Nacional 23         |
| 25AVLA  | Paso  | Paso por Jamundí                                                                  | - Vía urbana                                |
| 25AVLB  | Paso  | Paso por Vijes                                                                    | - 23VLA Carretera Secundaria Departamental  |
| 25AVL01 | Ramal | Cali - Cruce Variante Sur de Palmira                                              | - 2505 Tramo de la Ruta Nacional 25         |
| 25AVL02 | Ramal | Cruce Ruta 25A (Puerto Isaacs) - Palmaseca - Cruce ramal 25AVL01 (Cali - Palmira) | - 23VL01 Ramal de la Ruta Nacional 23       |
| 25AVL03 | Ramal | Riofrío - Trujillo                                                                | - 23VL13 Carretera Secundaria Departamental |

## Recorrido por municipios
Las ciudades y municipios por los que recorre la ruta son los siguientes:
Convenciones:
- Fondo Azul : Recorrido actual.
- Fondo Gris : Recorrido anterior.
- Negrita: Cabecera municipal.
- Texto azul: Ríos.
- Texto verde: Parques nacionales.

| Tramo | Municipio    | Recorrido | Departamento |
| ----- | ------------ | --- | ------------ |
| 25A01 | Villa Rica   | Ye de Villa Rica (Cruce 2504A ); Río Cauca. |              |
| 25A01 | Jamundí      | Ciudadela Terranova; Jamundí. |              |
| 25A01 | Cali         | Cruce Pance (Acceso 25VL32 y 25CC11 a Puerto Tejada); Cali. |              |
| 25A02 | Cali         | Cali. |              |
| 25A02 | Yumbo        | Yumbo; Glorieta Cencar (Tramo 23VL01 hacia el Aeropuerto Internacional Alfonso Bonilla Aragón y finaliza con Cruce 2505 ); Siberia (Tramo 23VL02 hacia Paso de la Torre que se cruza con subramal 23VL02-1 y finaliza en Rozo con Cruce 2505B ); Mulaló (Acceso); San Marcos; |              |
| 25A02 | Vijes        | Vijes (con Paso 23VLA ). |              |
| 25A02 | Yotoco       | Humedal Chiquique Madrevieja; Yotoco; Mediacanoa (Cruce 4001 ). |              |
| 25A03 | Yotoco       | Mediacanoa (Cruce 4001 ); Cruce 23VL05 (Acceso 23VL05 a Campo Alegre); Río Frío. |              |
| 25A03 | Riofrío      | Portugal de Piedras (Acceso 23VL06 a Corozal); Riofrío (Acceso 23VL13 a Trujillo y acceso 25VL04 a Tuluá). |              |
| 25A03 | Trujillo     | Huasanó; Robledo. |              |
| 25A03 | Bolívar      | La Herradura, Ricaurte (Acceso); Bolívar (Acceso); San Fernando (Acceso) |              |
| 25A03 | Roldanillo   | Roldanillo (Acceso 25VL05 a Zarzal); Morelia; Higueroncito. |              |
| 25A03 | La Unión     | La Unión (Acceso 23VL10 a Quebradagrande). |              |
| 25A04 | La Unión     | La Unión; San Luis; San Antonio. |              |
| 25A04 | Toro         | Toro (Acceso); Bohio (Acceso), San Francisco. |              |
| 25A04 | Ansermanuevo | Anacaro (Cruce 4803 y acceso Ansermanuevo). |              |
| 25A04 | Balboa       | Tambores (Acceso 465 a Fátima); Cruce Central (Acceso 461 a La Foresta y La Bodega). |              |
| 25A04 | La Virginia  | La Virginia (Cruce 50RS01 y 2507 ) |              |

## Concesiones y proyectos
Las Concesiones y proyectos actuales se encuentran en la Ruta Nacional 23.